# Treron apicauda
Treron apicauda é uma espécie de ave da família Columbidae.
Pode ser encontrada nos seguintes países: Bangladesh, Butão, Camboja, China, Índia, Laos, Myanmar, Nepal, Tailândia e Vietname.